# Anelija

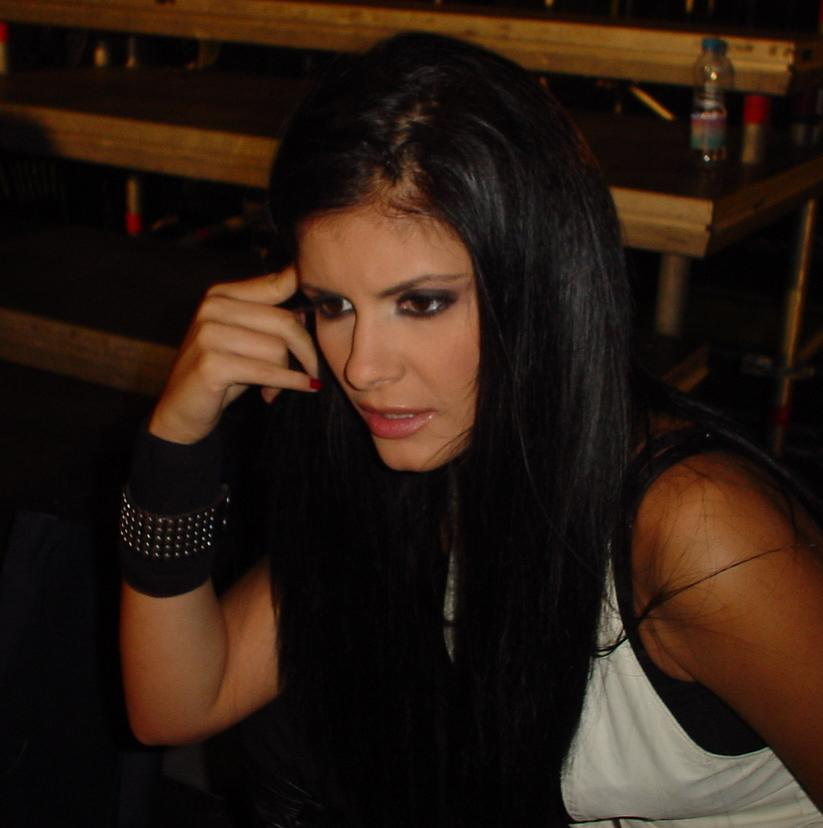
Anelija (2006)

Anelija Georgiewa Atanasowa (bulgarisch Анелия Георгиева Атанасова; * 1. Juli 1982 in Stara Sagora) ist eine unter dem Künstlernamen Anelija (Анелия) auftretende bulgarische Popfolk-Sängerin. Bereits ihr Debütalbum Pogledni me w otschite (Погледни ме в очите/„Schau mir in die Augen“) war ein großer kommerzieller Erfolg in Bulgarien.

## Biografie
Anelija wurde 1982 in der Stadt Stara Sagora geboren. Sie beendete die Grundschule in ihrer Heimatstadt. Schon in der zweiten Klasse sang sie in dem Kindertrio „Sangesfreudige kleine Thraker“ (bulg. Гласовити тракийчета/Glasowiti Trakijtscheta) – ihre Heimatstadt liegt in der Oberthrakischen Tiefebene. 1994 nahm das Trio seine erste Platte mit Folklore-Liedern aus Thrakien auf. Später sang sie im Chor "Sagortsche" (bulg. Загорче / dt. Die Kleinen aus Stara Sagora).
1996 wurde sie in die Nationale Musikschule für Folklore „Philip Koutev“ in Kotel aufgenommen. Diese beendete sie 2001 in der Fachrichtung „Gadulka“ (Streichinstrument). 2005 bestand sie die Aufnahmeprüfungen an der Nationalen Musikhochschule in Sofia. Seitdem studiert sie die Fachrichtung „Pop und Jazz Gesang“.

## Diskografie

### Alben
- 2002: Pogledni me v ochite
- 2004: Ne poglezhday nazad
- 2005: Vsichko vodi kam teb
- 2006: Pepel ot rozi
- 2008: Edinstven ti
- 2010: Dobrata, loshata
- 2011: Igri za naprednali
- 2014: Fenomenalna
- 2018: Day mi oshte

### Kompilationen
- 2013: 3латните Хитове На Пайнер 6

### Singles (Auswahl)
- 2018: Day mi oshte
- 2018: Got mi e
- 2018: Zoopark
- 2018: Kazhi mi (mit Kyriacos Georgiou)
- 2018: За Патрона (mit Vanya)
- 2018: Бръммм (mit Julia)
- 2019: Шампион (mit Jivko Mix)
- 2020: Милион (mit Denis Teofikov)
- 2022: Към вратата (mit Emanuela)
- 2023: Нямаш мене (mit Konstantin)